# Ferdinand (Flandern)

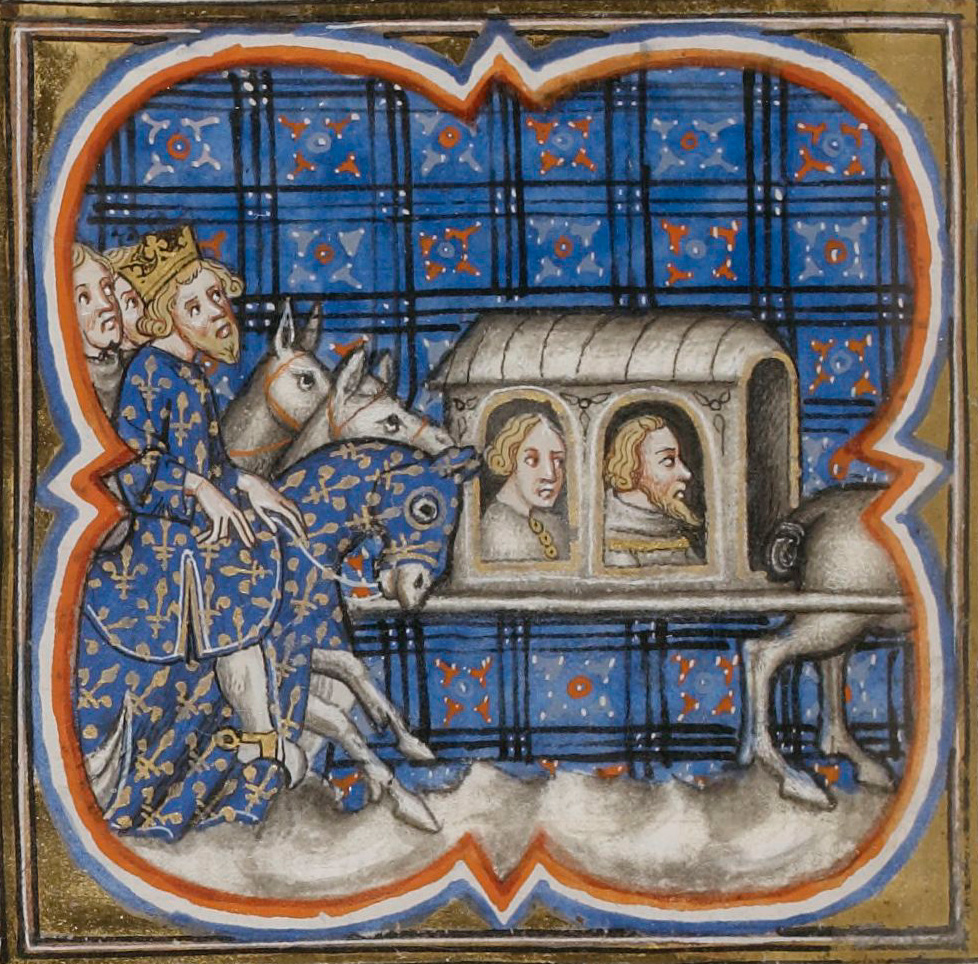
Die gefangenen Grafen Ferrand von Flandern und Rainald von Dammartin werden von König Philipp II. August nach der Schlacht von Bouvines in ihr Gefängnis geführt. (Grandes Chroniques de France, 14. Jahrhundert, Bibliothèque nationale, Paris)

Ferdinand von Portugal (port: Fernando, altfranzösisch: Ferrand; * 24. März 1188 in Coimbra; † 4. März, 26. Juli oder 27. Juli 1233 in Noyon) war ab 1212 ein Graf von Flandern und Hennegau als Ehemann der Gräfin Johanna. Er war ein jüngerer Sohn des Königs Sancho I. von Portugal.
Ferrand wurde am 1. Januar 1212 nach Vermittlung seiner Tante Mathilde, der Witwe des Grafen Philipp von Flandern, mit der Gräfin Johanna verheiratet, die sich als Mündel König Philipps II. von Frankreich am königlichen Hof in Paris befand. Auf der Reise nach Flandern wurde das Paar aber von dem Kronprinzen Ludwig gefangen genommen, der so die Herausgabe des Erbes seiner Mutter, Isabella von Hennegau, einer Tante Johannas, erzwingen wollte. Dieses Erbe umfasste die Grafschaft Artois, wurde aber einst von Johannas Vater Graf Balduin IX. nach Isabellas Tod (1190) gewaltsam zurückbehalten.
Nachdem Johanna und Ferrand die Städte Aire-sur-la-Lys und Saint-Omer an den Kronprinzen abgetreten hatten, wurden sie freigelassen. Allerdings wechselte Ferrand durch diese Vorkommnisse in eine oppositionelle Haltung gegenüber der Krone. Als König Philipp seine Vasallen 1213 zu einer Invasion nach England in Boulogne zusammenrief, verweigerte sich Ferrand der Heerfolge. Nachdem der König die Invasion absagen musste, wendete er sich mit dem Heer Richtung Flandern, das er schnell unterwarf; Ferrand konnte sich lediglich in Walcheren halten. Zusammen mit dem ebenfalls abtrünnigen Grafen Rainald I. von Dammartin floh er im Herbst 1213 nach England, wo sie im Januar 1214 König Johann Ohneland huldigten und sich damit gegenüber dem König von Frankreich der Felonie schuldig machten. Wenig später landete Ferrand mit einem Heer, unterstützt durch englische Ritter unter William Longespée, wieder an der Küste Flanderns und vereinte sich dort mit einem Heer des römisch-deutschen Kaisers Otto IV., um den entscheidenden Schlag gegen den König von Frankreich zu führen. Die Verbündeten wurden aber am 27. Juli 1214 in der Schlacht bei Bouvines vernichtend geschlagen, Ferrand wurde verwundet und geriet in die Gefangenschaft König Philipps. Mehr als zwölf Jahre dauerte seine Haft im Festungsturm der Burg des Louvre; während dieser Zeit regierte Gräfin Johanna von Flandern und Hennegau alleine.
Erst nach dem Tod des Königs Ludwig VIII. wurde Ferrand von der regierenden Königinmutter Blanka von Kastilien im Januar 1227 wieder freigelassen. Er musste dafür ein Lösegeld von 25.000 Livres zahlen und die Städte Douai und Lille an die Krone übergeben. Von da an stand er loyal zur Krone und unterstützte die Regentin im Kampf gegen die rebellierenden Barone um Peter Mauclerc. Er starb 1233 und wurde in der Zisterzienserabtei von Marquette bestattet.
Aus seiner Ehe mit Gräfin Johanna ging die Tochter Maria hervor, die 1231 geborenen wurde, jedoch bereits 1235 starb.
| Personendaten    | Personendaten                                      |
| ---------------- | -------------------------------------------------- |
| NAME             | Ferdinand                                          |
| KURZBESCHREIBUNG | Graf von Flandern und Hennegau                     |
| GEBURTSDATUM     | 24. März 1188                                      |
| GEBURTSORT       | Coimbra                                            |
| STERBEDATUM      | 4. März 1233 oder 26. Juli 1233 oder 27. Juli 1233 |
| STERBEORT        | Noyon                                              |